# Olympische Sommerspiele 2024/Wasserspringen
Bei den Olympischen Spielen 2024 in Paris wurden vom 27. Juli bis zum 10. August insgesamt acht Wettbewerbe im Wasserspringen ausgetragen, davon je vier bei den Männern und bei den Frauen.

## Zeitplan
| Zeitplan Wasserspringen | Zeitplan Wasserspringen | Zeitplan Wasserspringen | Zeitplan Wasserspringen | Zeitplan Wasserspringen | Zeitplan Wasserspringen | Zeitplan Wasserspringen | Zeitplan Wasserspringen | Zeitplan Wasserspringen | Zeitplan Wasserspringen | Zeitplan Wasserspringen | Zeitplan Wasserspringen | Zeitplan Wasserspringen | Zeitplan Wasserspringen | Zeitplan Wasserspringen | Zeitplan Wasserspringen |
| Wettbewerbe             | Juli 2024               | Juli 2024               | Juli 2024               | Juli 2024               | Juli 2024               | August 2024             | August 2024             | August 2024             | August 2024             | August 2024             | August 2024             | August 2024             | August 2024             | August 2024             | August 2024             |
| Männer                  | 27.                     | 28.                     | 29.                     | 30.                     | 31.                     | 1.                      | 2.                      | 3.                      | 4.                      | 5.                      | 6.                      | 7.                      | 8.                      | 9.                      | 10.                     |
| ----------------------- | ----------------------- | ----------------------- | ----------------------- | ----------------------- | ----------------------- | ----------------------- | ----------------------- | ----------------------- | ----------------------- | ----------------------- | ----------------------- | ----------------------- | ----------------------- | ----------------------- | ----------------------- |
| 3 m Kunstspringen       |                         |                         |                         |                         |                         |                         |                         |                         |                         |                         |                         |                         |                         |                         |                         |
| 10 m Turmspringen       |                         |                         |                         |                         |                         |                         |                         |                         |                         |                         |                         |                         |                         |                         |                         |
| 3 m Synchronspringen    |                         |                         |                         |                         |                         |                         |                         |                         |                         |                         |                         |                         |                         |                         |                         |
| 10 m Synchronspringen   |                         |                         |                         |                         |                         |                         |                         |                         |                         |                         |                         |                         |                         |                         |                         |
| Frauen                  | 27.                     | 28.                     | 29.                     | 30.                     | 31.                     | 1.                      | 2.                      | 3.                      | 4.                      | 5.                      | 6.                      | 7.                      | 8.                      | 9.                      | 10.                     |
| 3 m Kunstspringen       |                         |                         |                         |                         |                         |                         |                         |                         |                         |                         |                         |                         |                         |                         |                         |
| 10 m Turmspringen       |                         |                         |                         |                         |                         |                         |                         |                         |                         |                         |                         |                         |                         |                         |                         |
| 3 m Synchronspringen    |                         |                         |                         |                         |                         |                         |                         |                         |                         |                         |                         |                         |                         |                         |                         |
| 10 m Synchronspringen   |                         |                         |                         |                         |                         |                         |                         |                         |                         |                         |                         |                         |                         |                         |                         |
| Entscheidungen          | 1                       | 1                       | 0                       | 0                       | 1                       | 0                       | 1                       | 0                       | 0                       | 0                       | 1                       | 0                       | 1                       | 1                       | 1                       |

|  | Qualifikation |  | Medaillenentscheidung |

## Bilanz

### Medaillenspiegel
| Platz  | Land               | Gold | Silber | Bronze | Gesamt |
| ------ | ------------------ | ---- | ------ | ------ | ------ |
| 1      | China              | 8    | 2      | 1      | 11     |
| 2      | Großbritannien     | –    | 1      | 4      | 5      |
| 3      | Mexiko             | –    | 1      | 1      | 2      |
| 3      | Nordkorea          | –    | 1      | 1      | 2      |
| 5      | Australien         | –    | 1      | –      | 1      |
| 5      | Japan              | –    | 1      | –      | 1      |
| 5      | Vereinigte Staaten | –    | 1      | –      | 1      |
| 8      | Kanada             | –    | –      | 1      | 1      |
| Gesamt | Gesamt             | 8    | 8      | 8      | 24     |

### Medaillengewinner
Männer
| Disziplin             | Gold                           | Silber                                 | Bronze                                      |
| --------------------- | ------------------------------ | -------------------------------------- | ------------------------------------------- |
| 3 m Kunstspringen     | Xie Siyi (CHN)                 | Wang Zongyuan (CHN)                    | Osmar Olvera (MEX)                          |
| 10 m Turmspringen     | Cao Yuan (CHN)                 | Rikuto Tamai (JPN)                     | Noah Williams (GBR)                         |
| 3 m Synchronspringen  | China Wang Zongyuan Long Daoyi | Mexiko Osmar Olvera Juan Celaya        | Großbritannien Anthony Harding Jack Laugher |
| 10 m Synchronspringen | China Yang Hao Lian Junjie     | Großbritannien Tom Daley Noah Williams | Kanada Rylan Wiens Nathan Zsombor-Murray    |

Frauen
| Disziplin             | Gold                          | Silber                                      | Bronze                                                |
| --------------------- | ----------------------------- | ------------------------------------------- | ----------------------------------------------------- |
| 3 m Kunstspringen     | Chen Yiwen (CHN)              | Maddison Keeney (AUS)                       | Chang Yani (CHN)                                      |
| 10 m Turmspringen     | Quan Hongchan (CHN)           | Chen Yuxi (CHN)                             | Kim Mi-rae (PRK)                                      |
| 3 m Synchronspringen  | China Chen Yiwen Chang Yani   | Vereinigte Staaten Sarah Bacon Kassidy Cook | Großbritannien Yasmin Harper Scarlett Mew Jensen      |
| 10 m Synchronspringen | China Chen Yuxi Quan Hongchan | Nordkorea Kim Mi-rae Jo Jin-mi              | Großbritannien Andrea Spendolini-Sirieix Lois Toulson |

## Ergebnisse

### Männer

#### 3 m Kunstspringen
| Platz | Land | Athlet         | Punkte |
| ----- | ---- | -------------- | ------ |
| 1     | CHN  | Xie Siyi       | 543,60 |
| 2     | CHN  | Wang Zongyuan  | 530,20 |
| 3     | MEX  | Osmar Olvera   | 500,40 |
| 4     | USA  | Carson Tyler   | 429,25 |
| 5     | GBR  | Jordan Houlden | 427,75 |
| 6     | COL  | Luis Uribe     | 421,85 |
| 7     | GBR  | Jack Laugher   | 410,95 |
| 8     | FRA  | Jules Bouyer   | 395,70 |

#### 10 m Turmspringen
| Platz | Land | Athlet           | Punkte |
| ----- | ---- | ---------------- | ------ |
| 1     | CHN  | Cao Yuan         | 547,50 |
| 2     | JPN  | Rikuto Tamai     | 507,65 |
| 3     | GBR  | Noah Williams    | 497,35 |
| 4     | AUS  | Cassiel Rousseau | 481,00 |
| 5     | MEX  | Randal Willars   | 478,40 |
| 6     | GER  | Timo Barthel     | 446,20 |
| 7     | CAN  | Rylan Wiens      | 445,60 |
| 8     | UKR  | Oleksij Sereda   | 426,90 |

#### 3 m Synchronspringen
| Platz | Land | Athleten                         | Punkte |
| ----- | ---- | -------------------------------- | ------ |
| 1     | CHN  | Long Daoyi Wang Zongyuan         | 446,10 |
| 2     | MEX  | Juan Celaya Osmar Olvera         | 444,03 |
| 3     | GBR  | Anthony Harding Jack Laugher     | 438,15 |
| 4     | ITA  | Lorenzo Marsaglia Giovanni Tocci | 403,05 |
| 5     | FRA  | Jules Bouyer Alexis Jandard      | 369,30 |
| 6     | ESP  | Adrián Abadía Nicolás García     | 361,62 |
| 7     | UKR  | Oleh Kolodij Danylo Konowalow    | 348,27 |
| 8     | USA  | Tyler Downs Greg Duncan          | 346,08 |

#### 10 m Synchronspringen
| Platz | Land | Athleten                          | Punkte |
| ----- | ---- | --------------------------------- | ------ |
| 1     | CHN  | Lian Junjie Yang Hao              | 490,35 |
| 2     | GBR  | Tom Daley Noah Williams           | 463,44 |
| 3     | CAN  | Rylan Wiens Nathan Zsombor-Murray | 422,13 |
| 4     | MEX  | Kevin Berlín Randal Willars       | 418,65 |
| 5     | UKR  | Kirill Boljuch Oleksij Sereda     | 412,65 |
| 6     | AUS  | Domonic Bedggood Cassiel Rousseau | 394,74 |
| 7     | GER  | Timo Barthel Jaden Eikermann      | 364,41 |
| 8     | FRA  | Gary Hunt Loïs Szymczak           | 314,58 |

### Frauen

#### 3 m Kunstspringen
| Platz | Land | Athletin            | Punkte |
| ----- | ---- | ------------------- | ------ |
| 1     | CHN  | Chen Yiwen          | 376,00 |
| 2     | AUS  | Maddison Keeney     | 343,10 |
| 3     | CHN  | Chang Yani          | 318,75 |
| 4     | ITA  | Chiara Pellacani    | 309,60 |
| 5     | GBR  | Yasmin Harper       | 305,10 |
| 6     | MEX  | Alejandra Estudillo | 301,95 |
| 7     | GER  | Saskia Oettinghaus  | 297,35 |
| 8     | ESP  | Valeria Antolino    | 292,95 |

#### 10 m Turmspringen
| Platz | Land | Athletin                  | Punkte |
| ----- | ---- | ------------------------- | ------ |
| 1     | CHN  | Quan Hongchan             | 425,60 |
| 2     | CHN  | Chen Yuxi                 | 420,70 |
| 3     | PRK  | Kim Mi-rae                | 372,10 |
| 4     | CAN  | Caeli McKay               | 364,50 |
| 5     | MEX  | Gabriela Agúndez          | 350,40 |
| 6     | GBR  | Andrea Spendolini-Sirieix | 345,50 |
| 7     | AUS  | Ellie Cole                | 333,30 |
| 8     | MEX  | Alejandra Orozco          | 320,60 |

#### 3 m Synchronspringen
| Platz | Land | Athletinnen                       | Punkte |
| ----- | ---- | --------------------------------- | ------ |
| 1     | CHN  | Chang Yani Chen Yiwen             | 337,68 |
| 2     | USA  | Sarah Bacon Kassidy Cook          | 314,64 |
| 3     | GBR  | Yasmin Harper Scarlett Mew Jensen | 302,28 |
| 4     | ITA  | Elena Bertocchi Chiara Pellacani  | 293,52 |
| 5     | AUS  | Maddison Keeney Anabelle Smith    | 292,20 |
| 6     | GER  | Lena Hentschel Jette Müller       | 288,69 |
| 7     | UKR  | Wiktorija Kessar Hanna Pysmenska  | 251,37 |
| 8     | FRA  | Naïs Gillet Juliette Landi        | 240,03 |

#### 10 m Synchronspringen
| Platz | Land | Athletinnen                            | Punkte |
| ----- | ---- | -------------------------------------- | ------ |
| 1     | CHN  | Chen Yuxi Quan Hongchan                | 359,10 |
| 2     | PRK  | Jo Jin-mi Kim Mi-rae                   | 315,90 |
| 3     | GBR  | Andrea Spendolini-Sirieix Lois Toulson | 304,38 |
| 4     | CAN  | Caeli McKay Kate Miller                | 299,22 |
| 5     | MEX  | Gabriela Agúndez Alejandra Orozco      | 297,66 |
| 6     | USA  | Jessica Parratto Delaney Schnell       | 287,52 |
| 7     | UKR  | Ksenija Bajlo Sofija Lyskun            | 285,00 |
| 8     | FRA  | Jade Gillet Emily Hallifax             | 234,84 |

## Qualifikation
Folgende Nationen sicherten sich Quotenplätze:
| Nation                  | Synchronspringen | Synchronspringen | Synchronspringen | Synchronspringen | Einzelwettkämpfe | Einzelwettkämpfe | Einzelwettkämpfe | Einzelwettkämpfe | Gesamt         |
| Nation                  | Männer           | Männer           | Frauen           | Frauen           | Männer           | Männer           | Frauen           | Frauen           | Quoten- plätze |
| Nation                  | 3 m              | 10 m             | 3 m              | 10 m             | 3 m              | 10 m             | 3 m              | 10 m             | Quoten- plätze |
| ----------------------- | ---------------- | ---------------- | ---------------- | ---------------- | ---------------- | ---------------- | ---------------- | ---------------- | -------------- |
| Ägypten                 |                  |                  |                  |                  | 1                | 1                | 1                | 1                | 4              |
| Australien              |                  | 1                | 1                |                  | 1                | 2                | 2                | 2                | 9              |
| Brasilien               |                  |                  |                  |                  |                  | 1                |                  | 1                | 2              |
| China                   | 1                | 1                | 1                | 1                | 2                | 2                | 2                | 2                | 12             |
| Deutschland             |                  | 1                | 1                |                  | 2                | 1                | 2                | 2                | 9              |
| Dominikanische Republik |                  |                  |                  |                  | 2                |                  |                  | 1                | 3              |
| Frankreich              | 1                | 1                | 1                | 1                | 2                |                  |                  |                  | 6              |
| Großbritannien          | 1                | 1                | 1                | 1                | 2                | 2                | 2                | 2                | 12             |
| Irland                  |                  |                  |                  |                  | 1                |                  |                  | 1                | 2              |
| Italien                 | 1                |                  | 1                |                  | 2                | 2                | 2                | 2                | 10             |
| Jamaika                 |                  |                  |                  |                  | 1                |                  |                  |                  | 1              |
| Japan                   |                  |                  |                  |                  | 1                | 1                | 2                | 1                | 5              |
| Kanada                  |                  | 1                |                  | 1                |                  | 2                | 1                | 2                | 7              |
| Kolumbien               |                  |                  |                  |                  | 2                | 1                |                  |                  | 3              |
| Kuba                    |                  |                  |                  |                  |                  |                  | 2                | 1                | 3              |
| Lettland                |                  |                  |                  |                  |                  |                  |                  | 1                | 1              |
| Malaysia                |                  |                  |                  |                  |                  | 1                | 1                |                  | 2              |
| Mexiko                  | 1                | 1                |                  | 1                | 2                | 2                | 2                | 2                | 11             |
| Neuseeland              |                  |                  |                  |                  |                  |                  | 1                |                  | 1              |
| Niederlande             |                  |                  |                  |                  |                  |                  |                  | 1                | 1              |
| Nordkorea               |                  |                  |                  | 1                |                  | 1                |                  | 1                | 3              |
| Norwegen                |                  |                  |                  |                  |                  |                  | 1                |                  | 1              |
| Österreich              |                  |                  |                  |                  |                  | 1                |                  |                  | 1              |
| Polen                   |                  |                  |                  |                  |                  | 1                |                  |                  | 1              |
| Puerto Rico             |                  |                  |                  |                  |                  |                  |                  | 1                | 1              |
| Schweden                |                  |                  |                  |                  |                  |                  | 1                |                  | 1              |
| Spanien                 | 1                |                  |                  |                  |                  |                  | 1                | 1                | 3              |
| Südafrika               |                  |                  |                  |                  |                  |                  | 1                |                  | 1              |
| Südkorea                |                  |                  |                  |                  | 2                | 2                | 1                | 1                | 6              |
| Ukraine                 | 1                | 1                | 1                | 1                |                  | 1                | 1                | 1                | 7              |
| Usbekistan              |                  |                  |                  |                  |                  | 1                |                  |                  | 1              |
| Vereinigte Staaten      | 1                |                  | 1                | 1                | 2                | 1                | 2                | 2                | 10             |
| Gesamt: 32 NOKs         | 8                | 8                | 8                | 8                | 25               | 26               | 28               | 29               | 140            |